# جهاز توليد أعداد عشوائية

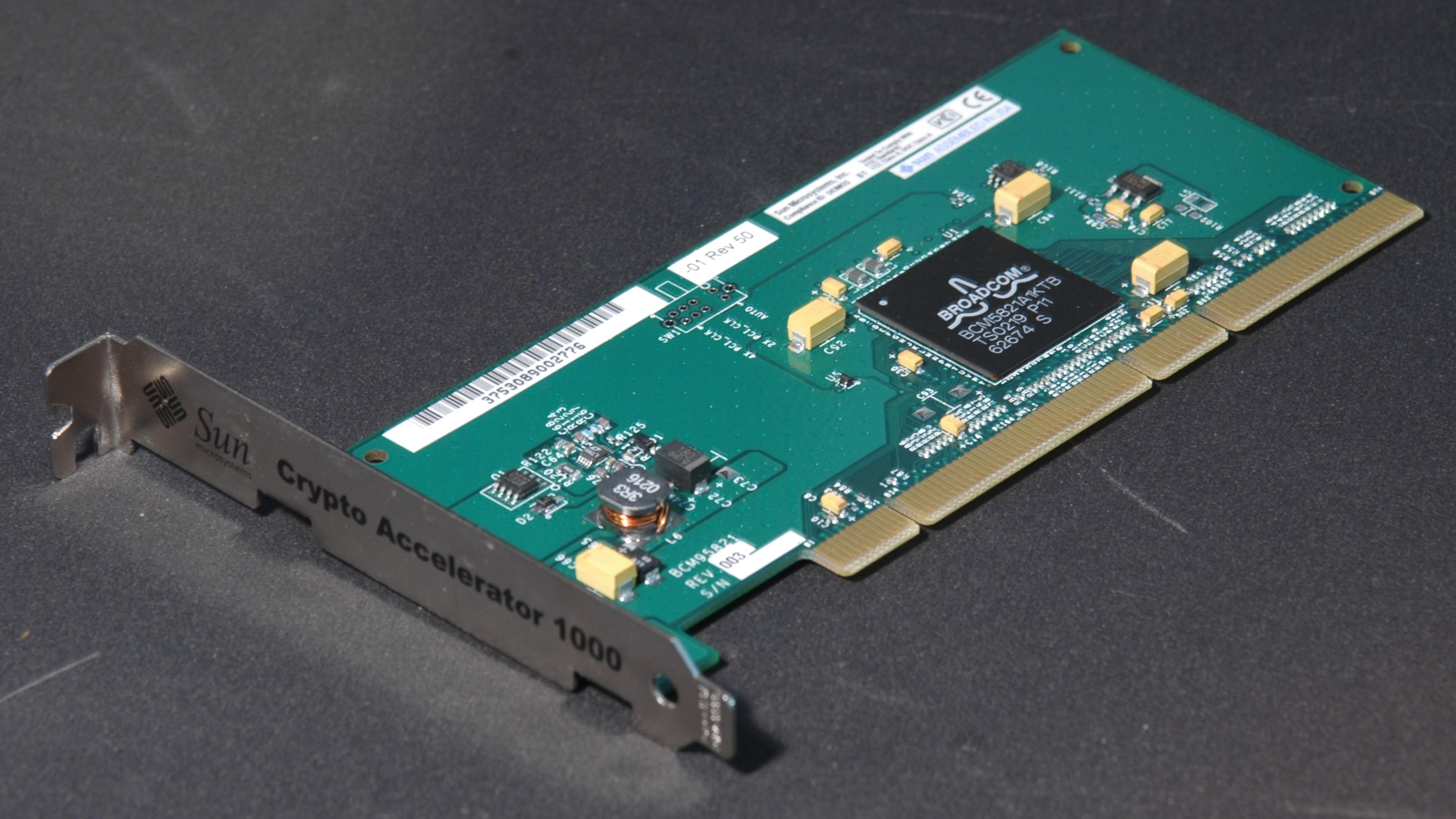
بطاقة حاسوب من شركة سن تستخدم لتوليد ارقام عشوائية للتشفير عبر الشبكات.

جهاز توليد رقم عشوائي (بالإنجليزية: hardware random number generator )‏ وتختصر TRNG هو قطعة إلكترونية تقوم بتوليد أرقام عشوائية، بناء على ضواهر فيزيائية، مثل الضوضاء أو الحرارية أو التأثير الكهروضوئي وقد تستخدم الظواهر الكمومية والاضمحلال الإشعاعي. هذه العمليات، من الناحية النظرية لا يمكن التنبؤ بها تماما، ولتأكيدات عدم القدرة على التنبؤ تخضع للاختبار تجريبي. 
و على النقيض هناك عدد شبه عشوائي، الذي يتم الحصول عليه من سلسلة حتمية من الأرقام التي لديها بعض الخصائص من الأرقام العشوائية الحقيقية. الأرقام الزائفة عشوائية بطبيعتها يمكن التنبؤ بها وهي عرضة للتحليل عكسيا.
نقل البيانات، وتتبع البيانات الشخصية، والتداول عبر الإنترنت، الأعمال المصرفية وإرسال رسائل البريد الإلكتروني.كلها أعمال حيوية تتم من خلال الأسلاك أو الألياف الضوئية أو لاسلكيا، والحاجة إلى حماية كل هذه البيانات من المتسللين أو التجسس يتطلب تكنولوجيا لحماية وإخفاء المحتوى الشخصي 
جهازالتوليد العشوائي هو جهاز أساسي لحماية خصوصية الاتصالات الإلكترونية. وهو عنصر أساسي في عملية التشفير الذي يحمي المعلومات من المهاجمين من خلال جعلها غير قابلة للقراءة.
فقوة آلية التشفير يرتبط ارتباطا مباشرا بآلية توليد الأرقام.